# The Folk Lore of John Lee Hooker
The Folk Lore of John Lee Hooker — студійний альбом американського блюзового музиканта Джона Лі Гукера, що вийшов 1961 року на лейблі Vee-Jay.

## Опис
Цей альбом Джона Лі Гукера вийшов на лейблі Vee Jay Records у 1961 році. Містить 12 пісень акустичного та електричного блюзу, включаючи «Tupelo» і «The Hobo» (які були записані на Ньюпортському джазовому фестивалі у 1960 році), «I'm Mad Again», «I'm Going Upstairs» і «Hard-Headed Woman».
Пісні «I'm Going Upstairs»/«I'm Mad Again» вийшли на синглі (VJ 379) у 1961 році.

## Список композицій
1. «Tupelo» (Джон Лі Гукер) — 3:22
2. «I'm Mad Again» (Джон Лі Гукер) — 2:39
3. «I'm Going Upstairs» (Джон Лі Гукер) — 2:56
4. «Want AD Blues» (Джон Лі Гукер) — 2:16
5. «Five Long Years» (Едді Бойд) — 3:38
6. «I Like to See You Walk» (Джон Лі Гукер) — 2:52
7. «The Hobo» (Бернард Бесман, Джон Лі Гукер, Джо Джосі) — 3:01
8. «Hard-Headed Woman» (Джон Лі Гукер) — 2:32
9. «Wednesday Evening Blues» (Джон Лі Гукер) — 3:59
10. «Take Me As I Am» (Джон Лі Гукер) — 3:02
11. «My First Wife Left Me» (Джон Лі Гукер) — 3:35
12. «You're Looking Good Tonight» (Джон Лі Гукер) — 3:00

## Учасники запису
- Джон Лі Гукер — вокал, гітара
- Джиммі Рід — губна гармоніка (2, 3, 4, 8)
- Лефті Бейтс — гітара (2, 3, 4, 8)
- Білл Лі (1, 6), Квінн Вілсон (2, 3, 4, 8) — контрабас
- Ерл Філліпс — ударні (2, 3, 4, 8)

Технічний персонал
- Піт Велдінг — текст